# Mansión de Mūrmuiža
La Mansión de Mūrmuiža (en letón: Mūrmuižas kungu māja, en alemán: Gemauerthof) es una casa señorial en Mūrmuiža, parroquia de Kauguri, municipio de Valmiera, en la región histórica de Vidzeme, en el norte de Letonia.

## Historias
La Mansión de Mūrmuiža fue construida durante el siglo XIX. Durante la década de 1930 la finca albergó un campus de la Universidad Letona del Pueblo (Latvijas Tautas universitātes Mūrmuižas nodaļa) bajo el gobierno de Zenta Mauriņa. Desde 1988 ha albergado la Universidad Popular de Mūrmuiža. Actualmente la administración parroquial y la oficina de correos comparten la mansión.
Mūrmuiža es mencionado por primera vez en registros del siglo XVII. La estructura más antigua es una torre fortificada construida en el siglo XVI. Originalmente era una torre de vivienda de la Orden de Livonia a las afueras de la ciudad. Como cámara del pueblo primero fue utilizada para actividades sacras y después comerciales. El edificio también tiene habilitada una sala en recuerdo de Zenta Mauriņa.